# Johnny Ramone
Johnny Ramone, pseudonimo di John William Cummings (Long Island, 8 ottobre 1948 – Los Angeles, 15 settembre 2004), è stato un chitarrista statunitense.
Membro fondatore dei Ramones nel 1974, assieme al cantante Joey Ramone è l'unico membro rimasto nella band sino allo scioglimento nel 1996.
Negli anni, Johnny, ha ispirato decine di gruppi punk e post punk, tanto che la rivista Rolling Stone lo ha classificato sedicesimo nella sua lista dei cento più grandi chitarristi di ogni tempo.
La sua chitarra più famosa e iconica è la Mosrite Ventures II Model bianca.

## Biografia
Johnny nasce a Forest Hills, nella contea di Queens (New York), e ha un'infanzia felice anche se il periodo in cui vive non è dei più facili: da adolescente inizia infatti a frequentare gli ambienti malavitosi e ha anche un breve incontro con l'eroina.

Si appassiona presto alla musica (il suo gruppo preferito sono gli Stooges) e inizia a suonare la chitarra; successivamente entrò in una band chiamata The Tangerine Puppets e conobbe Douglas Colvin (Dee Dee) e tutti gli altri futuri componenti dei Ramones. 

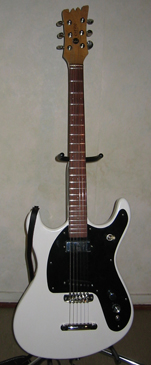
Mosrite Ventures II Bianca

Nell'agosto del 1983 Johnny fu coinvolto in una rissa con Seth Macklin della band Sub Zero Construction: Johnny fu colpito alla testa e subì diverse ferite che richiesero un intervento chirurgico al cervello. Johnny riuscì a riprendersi e l'album successivo cui prese parte fu intitolato Too Tough to Die ("Troppo duro per morire").
È apparso in vari film (incluso Rock 'n' Roll High School) e documentari nonché, insieme al resto dei Ramones, nel quarto episodio della quinta stagione della serie animata I Simpson.
La canzone The KKK Took My Baby Away venne scritta da Joey Ramone dopo che Johnny gli aveva "rubato" la fidanzata, evento che segnò la fine dei rapporti tra i due tanto che quando Joey era all'ospedale perché stava morendo di cancro Johnny si rifiutò persino di telefonargli. Johnny riferì questo episodio nel film End of the Century: The Story of the Ramones dicendo che, dopo che non si erano parlati per un lungo periodo, non avrebbe avuto alcun senso telefonargli mentre stava morendo.
In varie occasioni ha manifestato apertamente la sua opinione politica, dichiarando di essere repubblicano e affermando che Ronald Reagan era stato il miglior presidente degli USA. Quando i Ramones sono stati inseriti nella Rock and Roll Hall of Fame il 18 marzo 2002, dopo aver ringraziato tutti quelli che avevano reso possibile l'avvenimento, rimarcò ancora il suo credo politico affermando: "Dio benedica il presidente Bush e Dio benedica l'America".
Il 12 settembre 2004 si è tenuto un concerto tributo ai Ramones per il trentesimo anniversario della fondazione che ha visto la partecipazione di molti amici di Johnny e di alcuni nomi molto importanti del punk (tra cui Steve Jones dei Sex Pistols e Henry Rollins dei Black Flag); l'evento venne dedicato alla sua memoria dopo aver appreso della sua morte, avvenuta appena tre giorni dopo: il 15 settembre, infatti, Johnny morì nella sua abitazione di Los Angeles per un cancro alla prostata. Il suo corpo venne cremato e le sue ceneri vengono conservate privatamente dalla moglie Linda.
A Johnny sono stati dedicati vari tributi, tra cui:
- un singolo (Life Wasted[8]) da parte dei Pearl Jam;
- il remake del film The Wicker Man (Il prescelto) da parte di Nicolas Cage[9] e un paio di scarpe slip-on dell'azienda Vans[10];
- all'Hollywood Forever Cemetery, nel Garden of Legends, è stato eretto un cenotafio in suo onore, non lontano dalla tomba del compagno di band Dee Dee, realizzato dall'artista Wayne Toth e che riporta, oltre a parole di Vincent Gallo, John Frusciante, la moglie Linda, Lisa Marie Presley, Eddie Vedder e Rob Zombie[11][12], le seguenti parole dello stesso Johnny: "Se un uomo può dire di aver avuto successo nella vita perché ha conosciuto ottimi amici, allora io ho avuto molto successo."

Lo stesso Cage era presente alla cerimonia in cui è stato esposto al pubblico il cenotafio e disse: "I bambini verranno qui e diranno: 'Ehi, chi è quel figo con la chitarra Mosrite, la giacca di pelle e un taglio di capelli così buffo? Voglio essere quel ragazzo!' ".

## Stile musicale
Johnny è sempre stato classificato come un chitarrista ritmico, capace di raggiungere incredibili velocità sulla tastiera della chitarra. Nonostante ciò, non è mai stato impiegato dalla band per suonare dei soli, poiché lo stile dei Ramones non necessitava questo tipo di tecnica, prediligendo invece uno stile basato sul ritmo e su un suono grezzo.
Il suo modo di suonare energico e molto veloce è stato soprannominato "The Buzzsaw Style".

## Vita privata
Dal 1984 alla sua morte, avvenuta nel 2004, Johnny è stato sposato con Linda; la coppia non ha mai avuto figli.
Johnny era cattolico, inoltre era noto per il suo appoggio al Partito Repubblicano, dichiarandosi conservatore. Era anche un appassionato di baseball.

## Strumentazione

### Chitarre

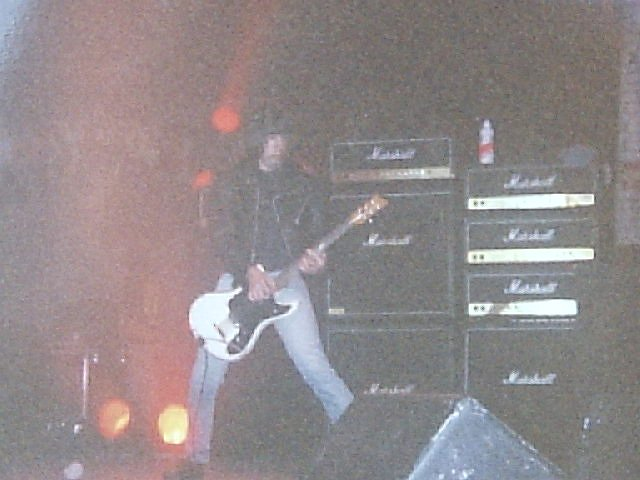
Johnny Ramone in concerto nel 1991 a Porto Alegre

- Mosrite - Blue Ventures II
- Mosrite - White Ventures II
- Mosrite - Sunburst Ventures II
- Mosrite - Blue Ventures II
- Mosrite - Red Ventures I/V1
- Mosrite - Brown Ventures II
- Mosrite - White 1 pickup
- Mosrite - Sunburst 1 pickup
- Mosrite - White Ventures
- Rickenbacker - 450
- Rickenbacker - Fireglo 450
- Fender - White 1950s Stratocaster
- Hamer - White

### Effetti
- Boss - TU-12 Chromatic Tuner

### Amplificatori
- Marshall - JMP Super Lead 100 W Head
- Marshall - JCM 800 100 W Lead Series Head[17]